# Natale Ciravolo
Natale Ciravolo (Campobello di Mazara, 18 ottobre 1950) è un doppiatore italiano.

## Biografia
Conosciuto soprattutto per aver doppiato Tom Selleck nella serie TV Magnum, P.I. dalla seconda stagione in poi (nella prima la voce era di Elio Zamuto), William Shatner nella cosiddetta "serie classica" di Star Trek, e Chuck Norris in Hong Kong - Un posto per morire.
Ha partecipato, come doppiatore e speaker, alla realizzazione di molte pubblicità televisive e radiofoniche. Ha contribuito a numerose pubblicità televisive elettorali del Partito Socialista Italiano (dal 1991 al 1992) e di Forza Italia (dal 1994 al 1999).
Come attore ha partecipato a Vivere, Camera Café, Sospetti.
Nel luglio 2004 ha vinto il premio Leggio d'oro come miglior voce in una serie televisiva. Si è ritirato alla fine di maggio del 2025. 

### Vita privata
Sposato con l'attrice Adriana De Guilmi, è rimasto vedovo nel gennaio 2015.

## Doppiaggio

### Cinema
- Tom Selleck in Carabina Quigley, L'estate della nostra vita
- Burt Reynolds in Deal - Il re del poker
- Willem Dafoe ne Il luogo delle ombre
- Chuck Norris in Hong Kong - Un posto per morire
- Allan Corduner in Il voltapagine
- Frank Stallone in Dieci piccoli indiani
- Terry Funk in Una gorilla da salvare
- Stephen Lang in Il piccolo panda
- Michael Gross in Tremors 4
- Thor Michael Aamodt in Insomnia
- Francis Ng in The Mission
- Paul L. Nolan in My One and Only
- Alec Baldwin in La prima volta di Niky
- Michael Ironside in Down - Discesa infernale
- Colman Domingo in Lucy in the Sky

### Serie televisive
- Gary Sweet in Polizia squadra soccorso, Rain Shadow
- Ted Danson in Cheers
- Tom Selleck in Magnum, P.I.
- Paul Gross in Due South
- Robert Coleby in Monarch Cove
- William Shatner in Star Trek
- Matt Servitto in Brotherhood - Legami di sangue (ridoppiaggio)
- Tony Castillo in Watch Over Me
- Tim Matheson in Arabesque
- Gary Conway in La Terra dei Giganti
- Ron Ely in Tarzan
- Lucian Msamati in Gangs of London
- Voce narrante in Mistero

### Serie d'animazione
- Seijūrō Hiko in Kenshin - Memorie dal passato
- Don Accino in One Piece
- Prof. X in Wolverine e gli X-Men
- Rupert Thorne in Batman
- Forrester in Carnaby Street
- Pride Falcon in Power Stone
- Mr. Carmichael in Lovely Sara
- Supercapo in Metal Armor Dragonar
- Vicecomandante delle forze terrestri in Macross II
- Yakumo in Yu Yu Hakusho
- Richard Vincent in Soul Taker
- Gen. Hakuro in Fullmetal Alchemist
- Voce narrante e Toshiro in Capitan Harlock
- Voce narrante in Siamo fatti così, Bosco di rovo, Nadia - Il mistero della pietra azzurra, Record of Lodoss War: La saga dei cavalieri
- Soichiro Takagi in Highschool of the Dead
- Bosse in Ranking of Kings
- Primo Ministro in Baki Hanma
- Imperatore del Drago in Jeeg robot d'acciaio

### Videogiochi
- Floppy e voce narrante in Fuzzy e Floppy - Il mistero dell'ape d'oro[2], Fuzzy e Floppy - Il furto della rotonda[3], Fuzzy e Floppy - Il raggio magico[4] (nel terzo gioco è sostituito da Giorgio Melazzi per il ruolo della voce narrante)
- Portavoce in XCOM 2
- Clive R. O'Brian in Resident Evil: Revelations
- Leo Galante in Mafia II e Mafia III
- Charles Fiske in Alone in the Dark: The New Nightmare[5]
- Ammiraglio Farley Havelock in Dishonored[6]
- Jarvan IV in League of Legends
- Ramingo Cho in World of Warcraft
- Capo Mobius in The Evil Within
- Amministratore in The Evil Within 2[7]
- Vittorio Buchelli, John Wilkes, Eric Montreaux, Mallory in Gabriel Knight 3: Il mistero di Rennes-le-Château[8]
- Capitano Henry Marlowe in Alien: Isolation[9]
- Hassan Ben Sahid in Anno 1404[10]
- Quarich in Avatar[11]
- Mark Johnson, Geno Andrews, Stazione Amarax e Tutorial introduttivo in The Journeyman Project 2 - Buried In Time (1995)[12]
- Guido in Broken Sword: Il segreto dei Templari (1996)[13]
- Mangiafumo in Gas-Gas entra in gara (1998)[14]
- Phil Ditalievi in Freddi Pesce - Il caso dei maialini con le pinne (1999)[15]
- Vix in Dungeon Siege II (2006)[16]
- Zeus / Profanatore di Tombe in God of War II (2007)[17], God of War III (2010)[18], God of War: Ghost of Sparta (2010)[19] e PlayStation All-Stars Battle Royale (2012)
- Re Lucien in Fable II (2008)[20]
- Mr. Blake in Borderlands (2009)[21] e Borderlands 2 (2012)[22]
- Ammiraglio Rael'Zorah e Serg. Cathka in Mass Effect 2 (2010)[23]
- Mark Meltzer in BioShock 2 (2010)[24]
- Generale Braidwood in Battlefield: Bad Company 2 (2010)[25]
- Presentatore (Dan Anziano) in Hollywood Monsters 2 (2011)[26]
- Ammiraglio Orlock in Killzone 3 (2011)[27]
- Colonnello Barclay in Crysis 2 (2011)[28]
- Aberforth Silente in Harry Potter e i Doni della Morte - Parte 2 (2011)[29]
- Inquisitore Drogan in Warhammer 40.000: Space Marine (2011)[30]
- Dan Hagar in Rage (2011)[31]
- William Miles in Assassin's Creed: Revelations (2011)[32]
- Septimus, Skjor e Legati Legione Imperiale in The Elder Scrolls V: Skyrim (2011)[33]
- Jack Denham in Syndicate (2012)
- Maggiore Jonas Clayton in Starhawk (2012)[34]
- Imperius in Diablo III (2012)[35] e Diablo III: Reaper of Souls (2014)[35]
- Colonnello John Konrad in Spec Ops: The Line (2012)[36]
- Morte in Darksiders II (2012)[37]
- Ramingo Cho in Hearthstone (2014)[38]
- Comandante Louis Chang in Tom Clancy's The Division (2016)[39]
- Gabriel Kruger in Mirror's Edge Catalyst (2016)[40]
- Fredrick Raines in Call of Duty: Infinite Warfare (2016)[41]
- Roham Bosphoramus Hyrule in The Legend of Zelda: Breath of the Wild (2017),[42] Hyrule Warriors: L'era della calamità (2020)[43] e The Legend of Zelda: Tears of the Kingdom (2023)[44]
- William Miles in Assassin's Creed: Origins (2017)[45]
- Voce narrante in Monster Hunter: World (2018)[46]
- Comandante Vule in Anthem (2019)[47]
- Fuladh e William Miles in Assassin's Creed Mirage (2023)[48]
- Dottor Marcus Brody in Indiana Jones e l'antico cerchio (2024)[49]
- Pasquale in Mafia: Terra Madre

## Riconoscimenti
- Leggio d'oro

Natale Ciravolo al Leggio d'oro 2004

  - 2004 – Miglior voce in una serie televisiva[50]